# Eufidonia converzaria
Eufidonia converzaria là một loài bướm đêm trong họ Geometridae.